# Udo Möhrstedt
Udo Möhrstedt (* 27. Mai 1940 in Recklinghausen) ist ein deutscher Physiker und Unternehmer.

## Leben
Möhrstedt studierte von 1960 bis 1967 Physik an den Universitäten Münster und Gießen und schloss als Diplom-Physiker ab. Von 1966 bis 1979 war er Leiter des Bereichs Anwendungstechnik beim Batteriehersteller VARTA. Nach Tätigkeit bei der Firma Moll Akkumulatoren gründete er 1982 in Staffelstein die IBC Solar als Ingenieurbüro für Batterie- und Solartechnik. Bereits während der Ölkrise der Jahre 1973/74 hatte er darüber nachgedacht, eine vom Öl unabhängige Stromversorgung aufzubauen.
In den folgenden Jahren entwickelte er das Unternehmen kontinuierlich weiter und ist heute mit Regionalgesellschaften in sieben Ländern vertreten. Drei Mal stand sein Unternehmen unter Bayerns Best 50. Für seine Verdienste um die Förderung von Solarstrom und sein Engagement zur Erhöhung ihrer Akzeptanz wurde er 2009 von Ernst & Young zum Entrepreneur des Jahres in der Kategorie „Handel“ gewählt.
Er ist Mitbegründer des Symposiums Photovoltaische Solarenergie in Kloster Banz und war von 1996 bis 2002 Vorstandsmitglied bzw. Vorstandssprecher des Bundesverbandes Solarenergie. Er ist Mitglied im Energiebeirat des Bayerischen Staatsministeriums für Wirtschaft, Infrastruktur, Verkehr und Technologie.

## Ehrungen
- 2012: Verdienstkreuz am Bande der Bundesrepublik Deutschland